# گلاسهوتن (تاونوس)
گلاسهوتن (به آلمانی: Glashütten) یک منطقهٔ مسکونی در آلمان است که در هخ‌تاونوسکرایس واقع شده‌است. گلاسهوتن ۵٬۳۷۶ نفر جمعیت دارد.